# Pepe Ébano
José Luis Ganoza Barrionuevo (Lima, 12 de diciembre de 1935 - Madrid, 8 de julio de 2022), conocido como Pepe Ébano, era un músico percusionista peruano-español que acompañó  a las principales figuras de la música española. Fue el percusionista principal, tocando el bongó en el sencillo Entre dos aguas, rumba flamenca creada por el guitarrista Paco de Lucía y considerada una obra maestra del flamenco. Fue uno de los introductores del cajón peruano en la música flamenca.

## Reseña biográfica
José Luis Ganoza Barrionuevo, conocido como Pepe Ébano, nació en Lima el 12 de diciembre de 1935, hijo de Valentina Barrionuevo, propietaria de "La Peña Valentina", en Lima, donde promovió la música criolla peruana, además, en su honor se organiza el concurso de baile “La Valentina de Oro”.
Pepe Ébano llegó a España en 1956 junto al cantante Alberto Cortez 'El Original', ha tocado en la orquesta de TVE y con los más importantes músicos españoles y latinoamericanos. Es erróneamente identificado como 'José Sánchez' y a veces se le adjudica la nacionalidad cubana o puertorriqueña

## Discografía
- Alfonso Santisteban & Rafael Ferro - Flamenco Pop (álbum), 1969.
- Paco de Lucía - Entre dos aguas (sencillo), 1973.
- Paco de Lucía - Fuente y caudal (álbum), 1973.
- Vainica Doble - Heliotropo (álbum), 1973.
- Juan Camacho - Juan Camacho (álbum), 1974.
- Juan Camacho - A ti, mujer (álbum), 1975
- Manzanita - Poco ruido y mucho duende (álbum), 1978.
- Manzanita - Verde (álbum), 1978.
- Camarón de la Isla - La leyenda del tiempo (álbum), 1979.
- Paloma San Basilio - Vuela Alto (álbum), 1986.
- Mecano - Entre el cielo y el suelo (álbum), 1986.
- Mecano - Cruz de navajas (sencillo), 1986.
- Mecano - Descanso dominical (álbum), 1988.
- Mecano - Figlio della luna (álbum), 1989.
- Cántores de Híspalis - Por la paz (álbum), 1988.
- Plácido Domingo - Soñadores de España (álbum), 1989.
- María Dolores Pradera - Por derecho (álbum), 1992.
- María Dolores Pradera - Toda una vida (álbum), 1994.
- Tito Duarte - La herencia del viejo sabor (álbum), 2004.
- Rosendo Mercado - El endémico embustero y el incauto pertinaz (La triste cagalera), 2007.